# Achlyphila
Achlyphila – rodzaj roślin z rodziny łuczydłowatych (Xyridaceae). Jest to takson monotypowy, obejmujący tylko gatunek Achlyphila disticha Maguire & Wurdack, występujący w południowej Wenezueli, w górach Serra do Imeri. Jest to roślina zielna o liściach szydlastych i kwiatach żółtych.